# Charles Cognée
 (juin 2021).
La Charles Cognée est une variété ancienne de poire.

## Origine
La poire a été obtenue par M. Cognée, arboriculteur à Troyes. Il l'a dédiée à son fils Charles et elle a été  mise en commerce en 1879 par les frères Baltet.

## Description

### Arbre
Le poirier est très vigoureux, robuste.

### Fruit
Forme : grosse , piriforme, tronquée ou turbinée arrondie.
Peau jaune citron sur fond blanc crémeux, frappée de jaune orangé.
La maturité est signalée en février-mars.
Cette variété est très sensible à la tavelure et reste un fruit d'amateur qui devra être soumis régulièrement aux traitements cupriques.